# متلازمة عداسية
المتلازمة العداسية، أو الورام الأعدس الوعائي المصطبغ، هو مصطلح يستخدم لوصف مجموعة من المتلازمات النادرة التي تتضمن بنى تنشأ من الأديم الظاهر الجنيني. تتميز هذه المتلازمات بوجود وحمات ولادية صباغية ووعائية أو آفات جلدية، وتظهر أغلب الأحيان في عدة أجهزة في الجسم. يُستخدم المصطلح لوصف «الارتباط بين الوحمة الوعائية والوحمة الصباغية الواسعة».
تتضمن هذه الاضطرابات متعددة الأجهزة بنىً من الأديم الظاهر مثل الجهاز العصبي المركزي والجلد والعينين. قد تكون الآفات ذات شدة مختلفة. وُجد أن المتلازمة قد تشمل الأديمين المتوسط والباطن أيضًا.
تتضمن هذه الأمراض عادة اضطرابًا في خلايا الجلد غير السرطانية والخلايا الصباغية التي تنتج الصباغ، ويظهر على شكل شامات أو وحمات ولادية أو نمو خلوي على سطح الجلد أو تحته مباشرة، وقد يكون خشنًا أو مسطحًا أو مرتفعًا عن السطح. تتشكل هذه التنشؤات الجلدية، بما في ذلك وحمات بورت واين والشامات وتغير اللون وبقع القهوة بالحليب وفرط التصبغ، من الأوعية الدموية والتي قد تتسبب في مشاكل جمالية أو وظيفية، بالإضافة إلى الأورام الحميدة التي تقع على سطح الجلد أو تحته مباشرة.
تنتج الأعراض الجسدية عن التنشؤات الجهازية الشبيهة بالأورام في العين والدماغ والجلد والأعضاء الداخلية والعظام. حين تميل الحالة إلى أن تشمل عدة أجهزة جسدية تُعرف الأمراض أيضًا باسم المتلازمات العينية العصبية الجلدية، ويعاني نحو نصف المصابين بالمتلازمة العداسية من أعراض جهازية، وتظهر لديهم أغلب الأحيان تشوهات عصبية أو عينية أو عضلية.
تتظاهر هذه الأمراض عادةً عند الولادة، على الرغم من وجود حالات من المتلازمات ظهرت لاحقًا خلال الحياة.

## تاريخ المتلازمة
نشأ مصطلح الورام الأعدس عام 1923، حين استخدم طبيب العيون الهولندي فان دير هوفه مصطلح الورم الأعدس لوصف «بقعة الأم» أو الوحمة الولادية، وهي صفة جسمية مشتركة بين العديد من الحالات المؤكدة. اشتُق مصطلح الورام الأعدس من كلمة فاكوس، وهي المصطلح اليوناني «للوحمة الولادية». استُخدمت الجملة في الأصل لوصف مرضين، وهما الورام العصبي الليفي والتصلب الحدبي.
يقال إن تاريخ الحالات الموثقة الأولى من الورام الأعدس يعود إلى عام 1910.
أصبحت المتلازمة منذ ذلك الحين طيفًا من الأمراض، وأُدرج ضمن المصطلح الشامل أمراض عصبية جلدية أخرى.
في عام 1985، أصبحت المتلازمة العداسية المصطلح المستخدم لوصف أربعة أنواع من الأمراض التي تتميز عن بعضها بالآفات المصطبغة التي تترافق مع كل نوع.
منذ أن أصبح المصطلح معترفًا في عالم الطب، وردت معظم تقارير المتلازمة العداسية من اليابان والمكسيك والأرجنتين. يعد الورام الليفي العصبي من النوع 2 بي أكثر الحالات شيوعًا (45% من الحالات)، يليه الورام الليفي العصبي من النوع 2 أيه (30% من الحالات). أُبلغ عن حالات أقل بكثير فيما يتعلق بالأنواع المتبقية من المتلازمة العداسية.
يستخدم المصطلح حاليًا للإشارة إلى عدة حالات أولية، تندرج جميعها ضمن طيف المتلازمة العداسية، ومنها:
- متلازمة فون ريكلنغ هاوزن (الورام الليفي العصبي) بنوعيها الأول والثاني.
- متلازمة بورنفيل (التصلب الحدبي).
- متلازمة ستيرج ويبر (الورام الوعائي الدماغي الوجهي).
- داء فون هيبل لينداو (الورام الوعائي).

## العلاج
تعد معظم حالات المتلازمة العداسية، وبالأخص تلك التي لا تتضمن مضاعفات جهازية، حالات حميدة لا تستدعي أي علاج، ولكن قد تتطلب بعض الحالات ببساطة إزالة الشامة الناتجة أو الآفة الجلدية أو الورم البارز.
يتمثل علاج متلازمة فون هيبل لينداو ببساطة في الاستئصال الجراحي، يجب مراقبة الأفراد المصابين بها مدى الحياة تحسبًا لأي ورم محتمل.
في الحالات التي تغيب فيها المضاعفات الجهازية، وبالأخص في متلازمة ستيرج ويبر، يجب تلقي العلاج لحماية الأفراد المصابين من الآثار التي يخلفها المرض على صورة جسمهم وتقديرهم لذواتهم، خاصة أن الآفات قد تنمو مع نمو الجسم.
وجدت دراسة أجراها فيرناندز غارينو وآخرون أن علاج وحمات بورت واين باستخدام الليزر السائل النبضي وعلاج الشامات والعلامات على الجلد باستخدام ليزر تبديل الجودة قد يحسن نوعية حياة الفرد.
ما تزال التجارب السريرية جارية لاكتشاف منهج علاجي أكثر موثوقية، وحققت التجارب بعض النجاحات حتى الآن.

## أمثلة
المتلازمة العداسية هي غير محددة بشكل ثابت، هناك عدم توافق في الآراء حول ما هي الشروط المدرجة في هذه الفئة.
من الشروط:
- رنح توسع الشعريات
- الورام العصبي الليفي
- متلازمة ستيرج ويبر
- التصلب الحدبي
- داء فون هيبل-لينداو
- متلازمة ويبورن-ماسون
- متلازمة سرطانة الخلية القاعدية الوحمانية
- سلس الصباغ

## أصل التسمية الإنجليزية
المصطلح من الكلمة اليونانية φακός, phakos، ويعني «بقعة، عدسة»، ولاحقة-(o)ma (-ωμα)، لاحقة-osis، وتسمى أيضا «بقعة الأم» أو «علامة الولادة» كما أسماها جان فان دير هويف في عام 1920، من قبل أن يتم فهم الأساس الجيني المميز لكل من هذه الأمراض.

## وصلات خارجية
- موقع «صحة الأطفال»
- OMIM كتالوج للجينات البشرية والعيوب الجينية